# 伯奇 (匈牙利)
伯奇，是匈牙利包尔绍德-奥包乌伊-曾普伦州所辖的一个村。总面积24.32平方公里，总人口2785，人口密度114.5人/平方公里（2011年1月1日）。